# Natura 2000-område nr. 60 Skørsø
Natura 2000-område nr. 60 Skørsø  er et habitatområde (H53), der har et areal på i alt 12 ha, hvoraf de 9,5 ha udgøres af søen, mens resten er et areal langs søens bredder som er periodisk oversvømmet. Skørsø er en klarvandet, næringsfattig, lav alkalin lobeliesø, og har hverken tilløb eller afløb. Den største dybde er på 2,3 m i
den nordøstlige del og den har en middeldybde på 0,85 m. og er beliggende i et smeltevandsområde, og er formentlig dannet i et dødishul.
Søens omgivelser består hovedsageligt af fugtig hede med spredte bevoksninger af træer og buske. Kun i søens sydende og ved bådophalingspladsen på østsiden findes der svagt markerede stier, men derudover er søbredden helt eller næsten upåvirket af færdsel.
Natura 2000-området ligger omkring 10 km vest for Skive og 10 km nordøst for Vinderup.

## Udpegning
Skørsø er udpeget på grundlag af 1 dyreart samt 1 naturtype, henholdsvis odder og Kalk- og næringsfattige søer og vandhuller (lobeliesøer).
Undervandsvegetationen i Skørsø var moderat artsrig med 10 registrerede arter (Ringkjøbing Amt,
2006), hvoraf 2 arter står på den danske rødliste (Gulgrøn Brasenføde og Sortgrøn Brasenføde) mens 2 arter findes på den danske gulliste (Strandbo og Tvepibet Lobelie).

## Videre forløb
Natura 2000-planen blev vedtaget i 2011, hvorefter kommunalbestyrelserne
og Naturstyrelsen udarbejdede bindende handleplaner for
gennemførelsen af planen.  Planen videreføres og videreudvikles i senere planperioder. Natura 2000-området ligger i Skive og Holstebro Kommune, og naturplanen koordineres med vandplanen 1.2 Hovedvandopland Limfjorden 

## Eksterne kilder og henvisninger
1. ↑  Miljøstyrelsen Midtjylland (juni 2023). "Naturplan 2022-2027  Natura 2000-område nr.    60 Skørsø" (PDF). mst.dk. Miljøstyrelsen. Arkiveret (PDF) fra originalen 6. juni 2024. Hentet 6. juni 2024.
2. ↑  
Miljøstyrelsen Midtjylland (november 2021). "Revideret basisanalyse 2022-2027  Natura 2000-område nr.  60 Skørsø" (PDF). mst.dk. Miljøstyrelsen. Arkiveret (PDF) fra originalen 6. juni 2024. Hentet 6. juni 2024.
3. ↑  "Natura 2000-planlægning 2022-2027". mst.dk. Miljøstyrelsen. 2023. Arkiveret fra originalen 29. marts 2024. Hentet 11. maj 2024.
4. ↑  "Hovedvandopland 1.2 Limfjorden 2009 – 2015" (PDF). mst.dk. Miljøministeriet Naturstyrelsen. Arkiveret fra originalen (PDF) 6. juni 2024. Hentet 6. juni 2024.

- Kort over området på miljoegis.mim.dk
- Plandokumenter for Natura 2000-områderne i Jylland Vest for perioden 2022-2027 mst.dk